# Élection présidentielle américaine de 1920 en Californie
L'élection présidentielle américaine de 1920 en Californie a lieu le 2 novembre 1920 comme dans les 47 autres États qui composent alors les États-Unis. Les électeurs californiens choisissent des grands électeurs pour les représenter dans le collège électoral à travers un vote populaire. La Californie possède en 1920 13 grands électeurs. L'État donne l'ensemble de ses grands électeurs au candidat du Parti républicain, le sénateur de l'Ohio Warren G. Harding. 
Le candidat vainqueur de ce scrutin dans tout le pays sera également Harding, qui occupera la présidence des États-Unis du 4 mars 1921 à son décès le 2 août 1923. 